# تيد ماكلين
تيد ماكلين (بالإنجليزية: Ted McClain)‏ مواليد 30 أغسطس 1946 في ناشفيل، هو لاعب كرة سلة أمريكي سابق. بدأ مسيرته الاحترافية في سنة 1971. تم اختياره من قبل فريق أتلانتا هوكس خلال الدرافت. يبلغ طوله 6 قدم 1 بوصة (1.9 م). اعتزل اللعب في 1979. أحرز خلال مسيرته في الإن بي إيه 4669 نقطة بمعدل 8.4 نقاط في المباراة الواحدة.

## المسيرة الاحترافية
لعب مع كارولاينا كوغارز من سنة 1971 إلى 1974، ثم لعب مع بروكلين نتس في سنة 1976، ثم لعب مع دنفر ناغتس في موسم 1976–1977، ثم لعب مع بوفالو بريفز في موسم 1977–1978، ثم لعب مع فيلادلفيا سفنتي سيكسرز في سنة 1978، ثم لعب مع فينيكس صنز في سنة 1979.

## روابط خارجية
- تيد ماكلين على موقع إن بي أي (الإنجليزية)
- تيد ماكلين على موقع سبورتس رفرنس (الإنجليزية)
- تيد ماكلين على موقع ريلجم (الإنجليزية)
- تيد ماكلين على موقع بروبوليرز (الإنجليزية)